# 恭皇后 (唐朝)
恭皇后元氏（？—740年），河南郡洛阳县（今河南省洛阳市东）人，追尊魏昭成帝拓跋什翼犍十代孙女，唐朝陕州长史、赠少师元大简之女。

## 生平
元氏原本是宁王妃，她的丈夫李宪是唐睿宗李旦的长子，把太子之位让给了三弟李隆基。武惠妃早年所生子女都夭折，寿王李瑁出生后，元氏请求在王府中收养李瑁，用自己的乳汁喂养。
开元二十八年，元氏去世，很快下葬。开元二十九年十一月，李宪去世，唐玄宗李隆基下诏，追赠李宪为让皇帝，追尊元妃为恭皇后，祔葬于桥陵之侧。

## 家庭

### 八代祖
- 拓跋遵，北魏常山王[11][12]

### 高祖
- ，西魏御卫大将军、金紫光禄大夫、东雍州牧、赵平郡王[12]

### 曾祖
- 元兴，隋朝青卫恒定四州诸军事、四州刺史、凉川郡开国公[12]

### 祖父
- 元武干，唐朝左监门卫中郎将、上柱国、朔方县开国子[12]

### 父亲
- 元大简，唐朝鄜州司仓参军、游击将军、右卫蓝田府左果毅都尉、左金吾卫邑阳府左果毅都尉、朝散大夫、丰州都督府长史、陕州长史，追赠使持节幽州诸军事、幽州刺史、太子少师[11][12]

### 兄弟姐妹
- 元自觉，唐朝蒲州虞乡县主簿、右卫率府胄曹、游击将军、左司卫率[11][12]

## 影視形象
| 演員   | 作品          | 剧中姓名 | 年份 | 类型   |
| 陸詩韻 | 宮心計2深宮計 | 元倩瑜   | 2018 | 電視劇 |